# Хазнатар
Хазнатар (грч. Χρυσοχώραφα, Хрисохорафа) је насељено место у општини Доња Џумаја у периферији Средишња Македонија, Грчка. Према попису из 2021. године био је 841 становник.
Према бугарском географу и историчару, Василу Канчову, у Хазнатару је 1900. године живело 500 Словена хришћана и 60 Рома. Током Другог балканског и Првог светског рата село је настрадало а становништво је протерано у Бугарску. Двадесетих година 20. века насељено је 145 грчких избегличких породица, којих је на попису из 1928. године било 606.